# Stephen Girard
Ne doit pas être confondu avec Étienne Maurice Gérard.
Pour les articles homonymes, voir Girard.
Stephen Girard, né Étienne Girard le 20 mai 1750 à Bordeaux, et mort le 26 décembre 1831 à Philadelphie, est un armateur, contrebandier, banquier, planteur esclavagiste et philanthrope américain d'origine française.

## Biographie

### Origines familiales
Étienne Girard naît le 20 mai 1750 à Bordeaux, au n°4 de la rue Ramonet (quartier des Chartrons). Il est le fils d'Anne-Marie Lafargue, et de Pierre Girard, capitaine de marine marchande.
Très jeune il devient borgne en surveillant la cuisson d'un ragoût d'huitres chaudes dont une coquille éclate et lui crève l'oeil droit, c'est pourquoi quasiment tous ses portraits, bustes, statues sont systématiquement des profils gauches (Cf Ci-contre).
Étienne Girard est le cadet d'une fratrie de dix enfants. Sans réelle éducation, souffrant des absences de son père, Étienne s'endurcit jusqu'à devenir parfois violent avec les siens. À 13 ans, il s'engage comme marin et, à 23 ans, il devient capitaine de navire dans la flotte de son père.

### Carrière commerciale
En 1774, Girard fait du commerce entre les Antilles et New York mais, en 1776, en pleine guerre d'indépendance américaine, la marine britannique, organisant le blocus des treize colonies rebelles, oblige Girard à se réfugier à Philadelphie, où il décide de s'installer et devient l'une des figures des réfugiés français de Saint-Domingue en Amérique.
En 1777, Girard épouse Mary Lum mais, en 1785, sa femme commence à souffrir de troubles mentaux. En 1791, sur les conseils du docteur Benjamin Rush, Girard se résout à la faire interner à l'hôpital de Philadelphie. Par deux fois il essaie de divorcer, mais cela lui est refusé du fait que la folie n'est pas considérée comme motif valable.

### Armateur et négociant

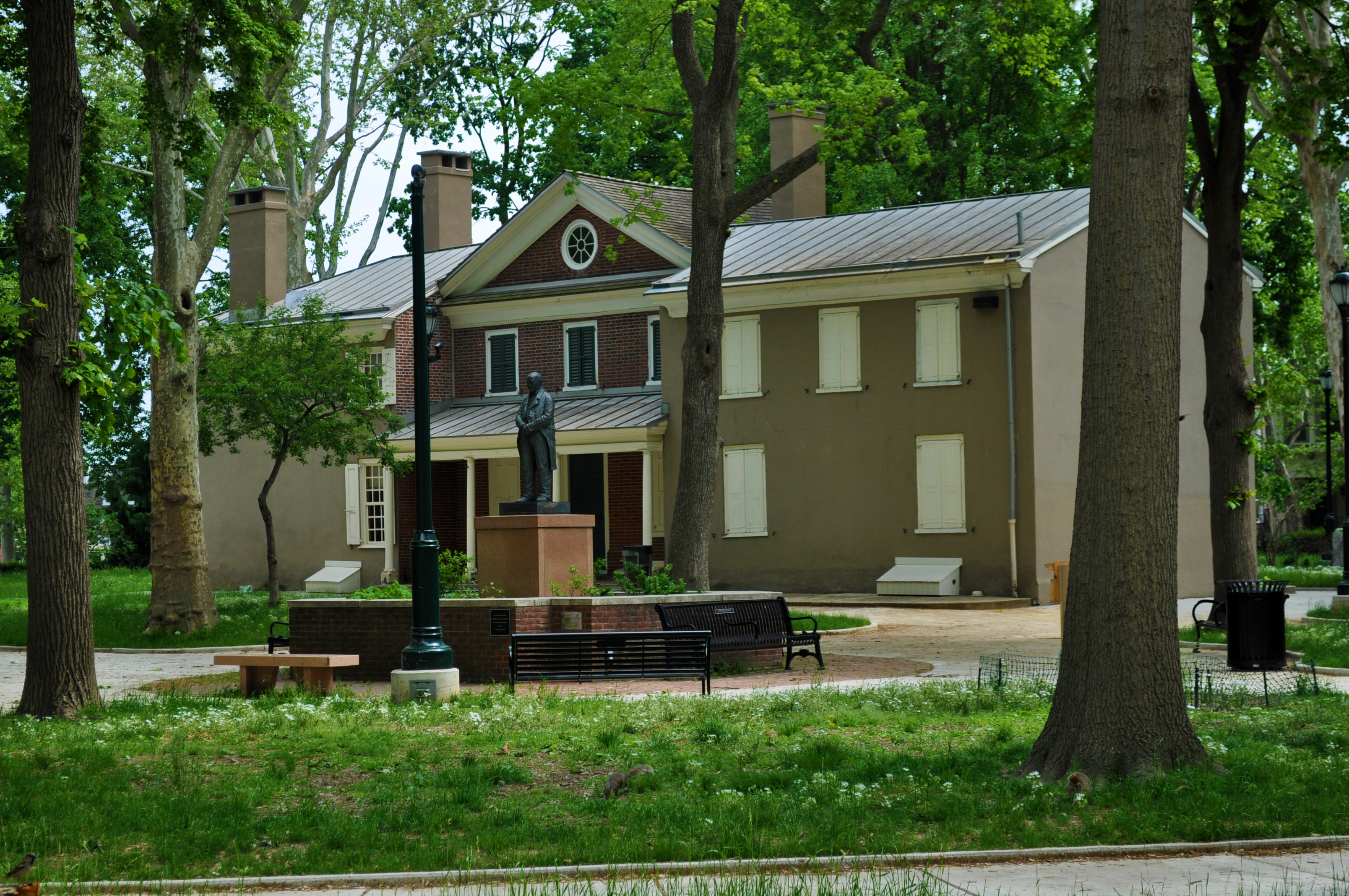
Sa maison à Philadelphie, à partir de 1797.

Afin de pouvoir continuer à faire des affaires, le 27 octobre 1778, Girard prend la nationalité américaine sous le nom de Stephen Girard. Travailleur infatigable et doué pour le négoce, Girard s'enrichit beaucoup grâce au commerce de contrebande avec les Antilles mais aussi avec la Chine. À l'apogée de l'époque mercantile de Philadelphie, Stephen Girard était l'armateur de la ville le plus prospère. Ses navires commerçaient de Smyrne jusqu'aux confins de l'empire du Milieu pour le commerce de l'opium.
Stephen Girard était un athée endurci même s'il avait été baptisé enfant suivant le rite catholique. Il lui arrivait de donner des sommes parfois importantes aux différentes églises -ou sectes- protestantes Episcopaliens , Méthodistes ou Quakers, mais uniquement pour financer des oeuvres qu'il jugeait socialement utiles aux citoyens de Philadelphie,hopitaux, écoles, bibliothèques et il lui arrivait de reprendre ses chèques au prêtre quêteur si ce dernier se plaignait de la modicité du don. Il rappela ses convictions athées jusque dans son testament et avait baptisé quatre de ses plus beaux navires Voltaire, Diderot, Helvétius et Montesquieu, affectés à la liaison avec Calcutta.
Propriétaire également de mines de charbon, et de plantations de riz et de coton, il devient en 1807, le premier millionnaire en dollars.
Se considérant ponctuel, honnête, de bonne réputation et industrieux, il jugeait sévèrement ses semblables. Selon lui les Français étaient cupides et malhonnêtes, les Anglais « sans valeur et méprisables », les Allemands pires que les Anglais, les Néerlandais « vendaient leurs pères pour gagner 2 % ». et les Chinois, tricheurs « comme des Juifs infidèles ». Seuls les Américains trouvaient grâce à ses yeux et étaient considérés comme des gens polis, simples, affables, et prêts à s'entraider.

### Banquier

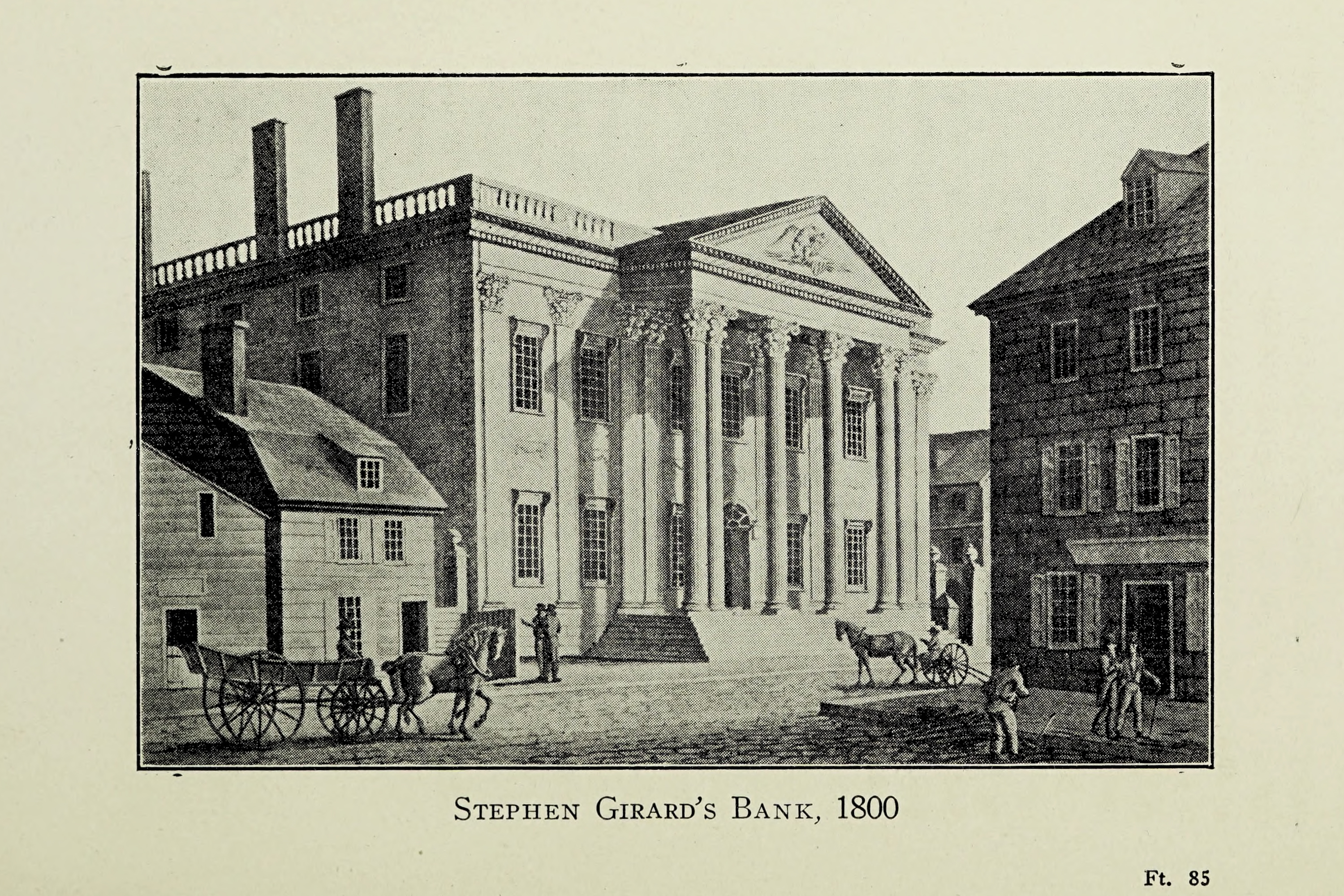
La en 1800, dans l'ancien bâtiment de la Première banque des USA.

En 1811, alors que la charte de la Première Banque des États-Unis d'Amérique arrive à expiration, Girard rachète la majorité des actions, ainsi que les bâtiments, et fonde sa propre banque, la Girard Bank (en). La banque Girard bat monnaie et devient le principal bailleur de fonds du gouvernement américain lors de la guerre anglo-américaine de 1812. Dans le courant du conflit, face à l'urgence et au désistement d'autres banquiers, il a à un moment couvert 95 % de la garantie des bons de guerre émis. Lorsque la paix est signée, Stephen Girard comprend rapidement que l'essor économique de l'Amérique va se tourner désormais vers l'intérieur du continent, et il achète d'immenses terrains dans les régions houillères encore peu développées.
En 1816, il devient un des directeurs de la Seconde Banque des États-Unis d'Amérique. Il finance aussi la création du journal L'Abeille américaine, de Jean-Simon Chaudron, son associé dans une société d'orfèvrerie. Ce journal assure un trait d'union entre les réfugiés français de Saint-Domingue en Amérique, dont Stephen Girard est probablement le premier. Les exilés forment alors une société distinguée qui répand son raffinement sur toute la ville. La famille Mounier, par exemple, ouvre le salon de coiffure le plus prestigieux de la ville dans lequel elle distribue aussi les fragrances les plus délicates. Par ailleurs, Girard soutient le maître de danse Sicard, pour améliorer le savoir-vivre à la française dans toute la ville.

### Décès
Stephen Girard meurt à Philadelphie le 26 décembre 1831, à l'âge de 81 ans, victime d'une épidémie de scarlatine. Il affranchit son esclave domestique Hannah, qu'il dote d'une rente annuelle de 200 dollars.

### Millionnaire
Avec une fortune de 7,5 millions de dollars à la fin de sa vie (soit 1/150e du PNB américain), Girard est considéré par les historiens de l'économie comme le premier millionnaire américain, et le 4e homme le plus riche de l'histoire des États-Unis.

### Philanthrope
À l'été 1793, une épidémie de fièvre jaune sévit à Philadelphie. Il participe aux soins des malades et est préoccupé par le sort des 194 enfants rendus orphelins. Il regrette que le Commonwealth ne crée pas un orphelinat.

#### Legs et héritage
Étant donné que sa famille a refusé de lui offrir un tonneau de vin de Bordeaux à cause du prix trop coûteux, et que sa femme est morte avant lui, il décide de léguer sa fortune aux œuvres caritatives de Philadelphie et de La Nouvelle-Orléans.

L'État de Pennsylvanie reçoit 300 000 dollars pour améliorer la navigation sur le canal. La ville de Philadelphie reçoit 500 000 dollars pour l'aménagement et le pavage de Water Street et de Delaware Avenue.

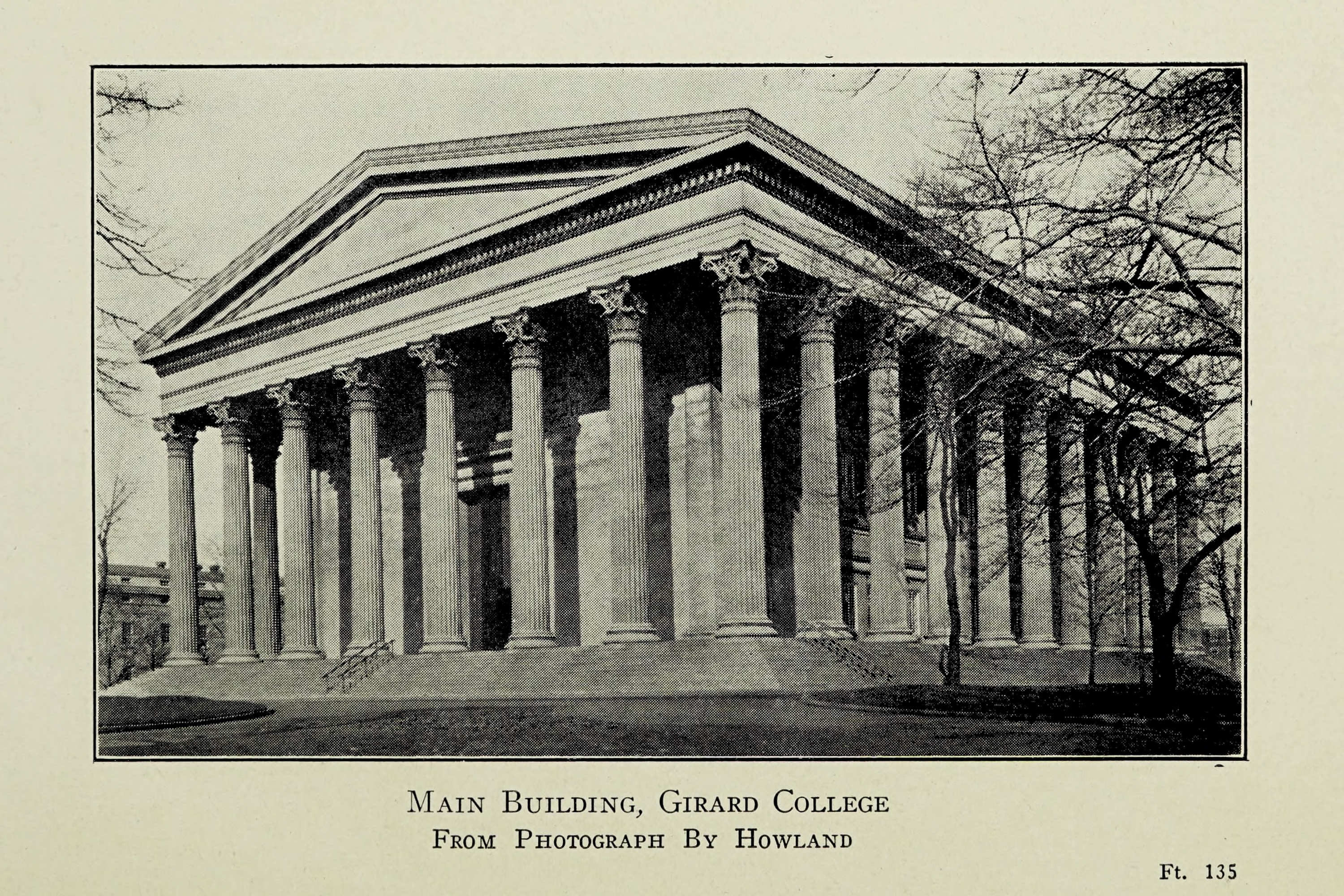
Le "hall du fondateur", bâtiment principal du Girard College, en 1923.

#### LeGirard College
Dans son testament, il lègue deux millions de dollars pour la création à Philadelphie du Girard College (en), un internat laïc destiné à accueillir et scolariser les orphelins de la ville, uniquement des garçons blancs. Longtemps resté un symbole de la ségrégation en raison de cette discrimination raciale, la Cour suprême déclare en 1957 que son legs était contraire à l'intérêt public, et violait le 14e amendement de la Constitution des États-Unis,. En 1967, l'école est obligée d'ouvrir ses portes aux étudiants noirs (en 2007, ceux-ci représentent 80 % des effectifs, et les filles 53 %).
L'édifice principal du Girard College fait office de mausolée.

#### Autres donations
Dans son legs, il n'oublie pas la loge maçonnique de Pennsylvanie, de rite écossais, dont il était le trésorier.
Il fait également don d'une propriété située près de Washita, en Louisiane, incluant les trente esclaves qui s'y trouvent, à son ami le juge Henry Bree.

## Hommages
- La petite ville de Girard, en Pennsylvanie, lui doit son nom.
- Une avenue de Philadelphie porte son nom.
- Une statue monumentale le représente à Philadelphie.
- Sa dépouille repose dans un sarcophage surmonté d'une statue en pierre, situé dans le Girard College (en) qui lui sert de mausolée[16].
- Sur le caveau familial situé dans le cimetière de la Chartreuse à Bordeaux[17], une de ses nièces a fait graver l'épitaphe « Stephen Girard, riche banquier du monde »[3].

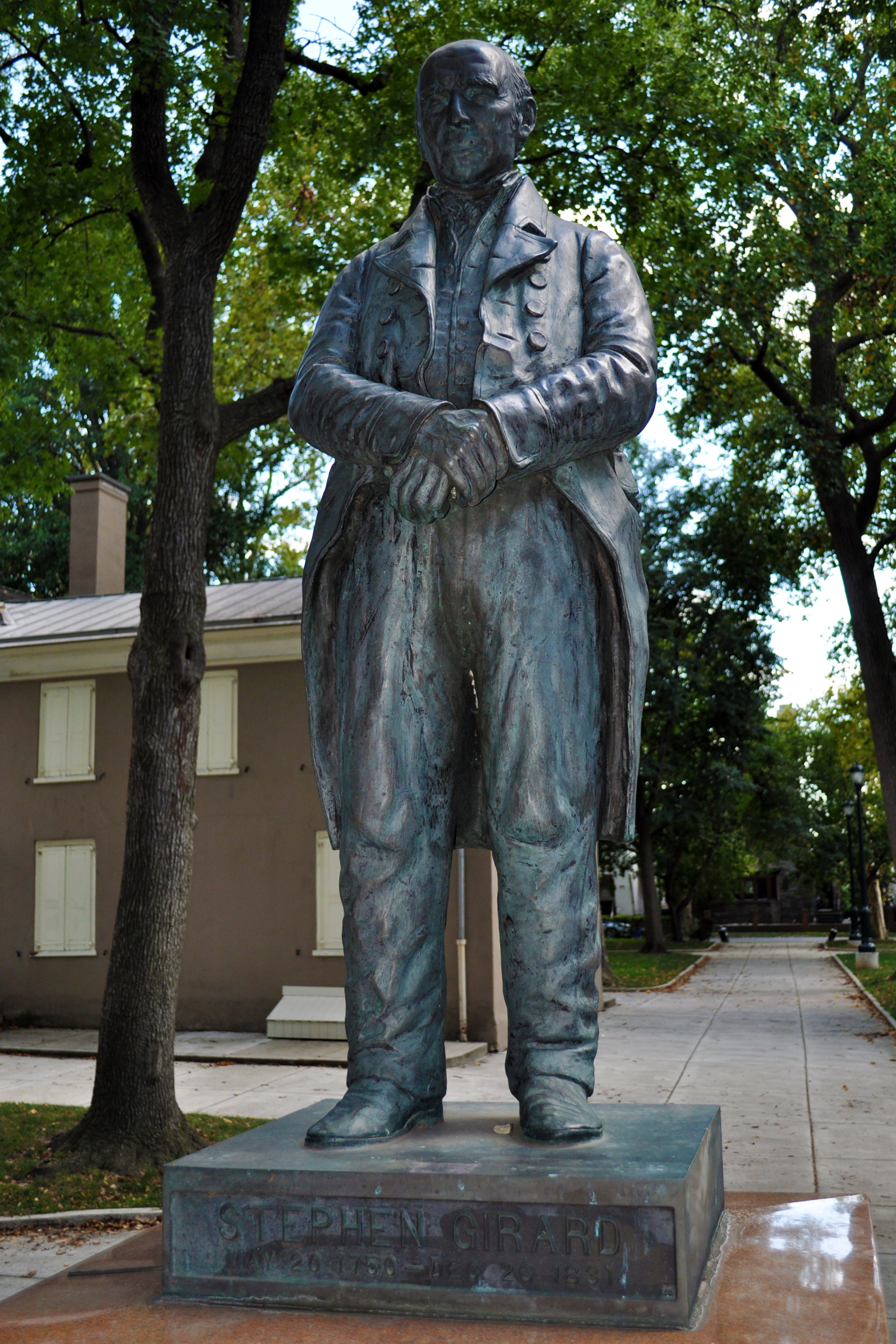
Statue située devant sa résidence à Philadelphie.
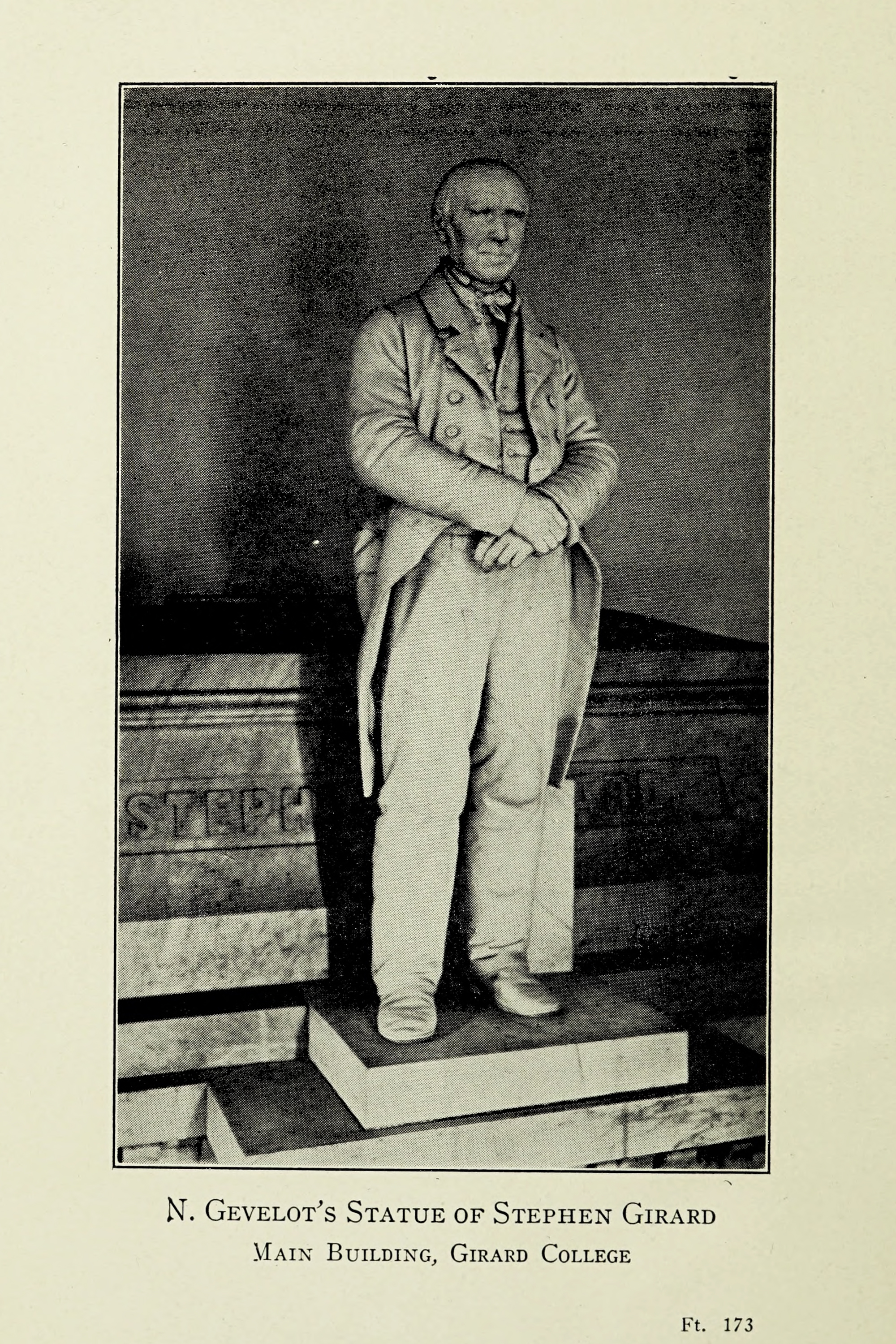
Statue située sur son tombeau au Girard College.

### En Littérature
Stephen Girard est méconnu en France -illustration vivante du proverbe "Nul n'est prophète en son pays"- et sa ville natale de Bordeaux n'a pas honoré son nom en lui dédiant une rue ou un espace public mais il considéré comme une personnalité historique de premier plan aux Etats - Unis pour sa vie et son oeuvre mais aussi car il incarne un mythe fondateur américain, celui du self made man qui a gravi tous les échelons de la société à la force du poignet.
L'humoriste américain Mark Twain, très porté à déconstruire les mythes édifiantset en France, Alphonse Allais, qui s'en est inspiré de près, ont donné une version un brin narquoise de la vie de Stephen Girard: Histoire du petit Stephen Girard...et d'un autre petit garçon qui avait lu l' histoire du petit Stephen Girard 